# Jens Gaardbo
Jens Gaardbo (født 13. november 1956 i Frederikshavn) er dansk journalist, der i mange år var en markant værtsprofil på TV 2, før han blev fyret som følge af en intern advokatundersøgelse i kølvandet på "Me Too"-anklager om systematiske seksuelle krænkelser og overgreb på TV-stationen igennem to årtier.   

## Karriere
Jens Gaardbo er student fra Frederikshavn Gymnasium i 1976 og blev uddannet fra Danmarks Journalisthøjskole i 1980. Det første job fik han som journalist ved DR's regionalradio i Vejle, Kanal 94. Da DR's monopol på landsdækkende tv blev brudt med lanceringen af TV 2 i 1988, var det med Jens Gaardbo i rollen som vært på TV 2 Nyhederne. Det job beholdt han til 1997, hvor han avancerede til nyhedschef for TV 2 Nyhederne.
Jens Gaardbo spiller basun i Bangsbostrand Byorkester, der hører hjemme i fødebyen Frederikshavn 
I 2003 forlod han TV 2 til fordel for en stilling som kommunikationschef i medicinalfirmaet Lundbeck, men allerede i 2004 blev han selvstændig med kommunikationsfirmaet Gaardbo Comm. I 2008 etablerede Jens Gaardbo kommunikationsbureauet KasterGaardbo med journalist og tidligere studievært Søren Kaster.
Har siden 2006 medvirket som paneldeltager i TV2´s talkshow Spørg Charlie med Michael Meyerheim som vært.
Den 11. februar 2011 blev han af kulturminister Per Stig Møller udpeget som medlem af Værdikommisionen
Fra 2011-2020 var Gaardbo studievært på TV 2 NEWS primært på eftermiddagsfladen før han blev fyret.

## Fyring ovenpå intern advokatundersøgelse om seksuelle krænkelser og overgreb
Jens Gaardbo var en af TV2s mest profilerede værter, inden han blev fyret som følge af en intern advokatundersøgelse på TV2 i kølvandet på MeToo anklager om systematiske seksuelle krænkelser og overgreb på TV stationen igennem to årtier. Inden sin fyring nåede Jens Gaardbo paradoksalt nok at være vært på et debatprogram om, hvorvidt der var hold i anklagerne om seksuelle krænkelser i mediebranchen. 
Jens Gaardbos ansættelse stoppede øjeblikkeligt i december 2020 under MeToos anden bølge i Danmark, da en intern advokatundersøgelse af sexisme og kulturen på tv-stationen konkluderede, at han havde udvist dårlig dømmekraft i sin tid som nyhedschef. Yderligere detaljer om sagen har ikke været offentliggjort.